# The Lord of the Rings: The War of the Rohirrim
The Lord of the Rings: The War of the Rohirrim é um filme de animação de fantasia dirigido por Kenji Kamiyama a partir de um roteiro de Phoebe Gittins e Arty Papageorgiou, baseado em uma história contada nos apêndices do romance O Senhor dos Anéis de J. R. R. Tolkien. É um filme produzido pela Warner Bros. Animation e New Line Cinema com produção de animação pela Sola Entertainment. É uma prequela ambientada 183 anos antes dos eventos retratados no filme O Senhor dos Anéis: As Duas Torres, de 2002, sendo estrelado por Brian Cox como Helm Mão-de-Martelo, um lendário Rei de Rohan. Também estrela Miranda Otto, reprisando seu papel como Éowyn da trilogia de filmes O Senhor dos Anéis.
O desenvolvimento do filme foi anunciado em junho de 2021, com o envolvimento de Kamiyama, da consultora Philippa Boyens (que co-escreveu a trilogia de filmes O Senhor dos Anéis) e dos escritores iniciais Jeffrey Addiss e Will Matthews. O trabalho de animação já havia começado, inspirando-se visualmente nos filmes live-action. Gittins e Papageorgiou estavam trabalhando no roteiro em fevereiro de 2022.
The Lord of the Rings: The War of the Rohirrim estreou nos Estados Unidos em 13 de dezembro de 2024, pela Warner Bros. Pictures.

## Premissa
Ambientado 261 anos antes dos eventos de The Lord of the Rings: The Fellowship of the Ring, The War of the Rohirrim conta a história de Helm Mão-de-Martelo, um lendário Rei de Rohan, que deve se defender contra um exército de Dunlendings. Ele se torna o homônimo da fortaleza do Abismo de Helm.

## Elenco
- Brian Cox como Helm Mão-de-Martelo: o Rei de Rohan.[3]
- Miranda Otto como Éowyn: uma futura escudeira de Rohan que narra o filme. Otto repete seu papel na série de filmes O Senhor dos Anéis, de Peter Jackson (2001–2003).[3]
- Gaia Wise como Hera: a filha de Helm que ajuda a defender seu povo.[3]
- Luke Pasqualino como Wulf: o líder implacável dos Dunlendings que busca vingança contra Rohan pela morte de seu pai.[3]
- Laurence Ubong Williams como Fréaláf Hildeson: sobrinho de Helm e sucessor ao trono de Rohan.[4]
- Shaun Dooley como Freca: pai de Wulf, um senhor Dunlending.[4]

Lorraine Ashbourne, Yazdan Qafouri, Benjamin Wainwright, Michael Wildman, Jude Akuwudike, Bilal Hasna e Janine Duvitski foram escalados para papéis não revelados.

## Produção

### Desenvolvimento
Durante as comemorações do 20.º aniversário do lançamento do filme The Lord of the Rings: The Fellowship of the Ring (2001), o estúdio New Line Cinema anunciou em junho de 2021 que estava acelerando o desenvolvimento de um filme prequela de anime com a Warner Bros. Animation. Intitulado The Lord of the Rings: The War of the Rohirrim, o filme se passa 183 anos antes dos eventos de O Senhor dos Anéis: As Duas Torres (2002) e conta a história de Helm Mão-de-Martelo, que é explorada nos apêndices do romance O Senhor dos Anéis de J. R. R. Tolkien, e é o homônimo da fortaleza Abismo de Helm vista em As Duas Torres. Kenji Kamiyama e Joseph Chou foram escolhidos para dirigir e produzir o filme, respectivamente, depois de fazerem o mesmo para a série televisiva de anime Blade Runner: Black Lotus, da Warner Bros., com Jeffrey Addiss e Will Matthews escrevendo o roteiro. O filme pretendia estar conectado à narrativa da trilogia cinematográfica, com a co-roteirista da trilogia, Philippa Boyens, prestando consultoria na prequela. O diretor da trilogia, Peter Jackson, e outra co-roteirista, Fran Walsh, não estiveram envolvidos no projeto.
Em fevereiro de 2022, o roteiro estava sendo escrito por Phoebe Gittins, filha de Boyens, e seu parceiro de redação Arty Papageorgiou, baseado em uma história de Addiss e Matthews. Richard Taylor, diretor criativo da empresa de efeitos especiais Weta Workshop, e os ilustradores Alan Lee e John Howe também se juntaram à equipe criativa do filme depois de trabalharem na trilogia live-action.

## Escolha do elenco
A seleção de vozes para o filme havia começado no momento de seu anúncio em junho de 2021, e os anúncios eram esperados logo após fevereiro de 2022. Em junho, foi revelado que Brian Cox dublaria Helm, com Miranda Otto reprisando seu papel de Éowyn nos filmes live-action para servir como narradora. Também foram revelados no elenco do filme Gaia Wise, Luke Pasqualino, Lorraine Ashbourne, Yazdan Qafouri, Benjamin Wainwright, Laurence Ubong Williams, Shaun Dooley, Michael Wildman, Jude Akuwudike, Bilal Hasna e Janine Duvitski.

## Animação
A Sola Entertainment começou a trabalhar na animação do filme quando foi anunciado em junho de 2021, e será sua primeira produção usando animação desenhada à mão em um estilo que lembra as produções tradicionais de anime. O filme tira sua inspiração visual da trilogia de filmes O Senhor dos Anéis.

## Marketing
Uma primeira olhada na arte conceitual do filme, mostrando a influência da trilogia live-action em seus visuais, foi revelada em fevereiro de 2022. Em abril de 2023, a Warner Bros. anunciou que uma prévia dos bastidores do filme seria exibida no Festival de Cinema de Annecy em junho.

## Lançamento
The Lord of the Rings: The War of the Rohirrim será lançado em 13 de dezembro de 2024 pela Warner Bros. Pictures. Estava previamente agendado para 12 de abril de 2024, mas foi adiado para a data atual devido à greve da SAG-AFTRA de 2023.